# Кипнис, Соломон Ефимович
Соломон Ефимович (Хаймович) Кипнис (1919—2001) — российский журналист, сотрудник редакции журнала «Наука и жизнь».

## Биография
Родился 20 октября 1919 года в еврейской семье.
Отец — Хаим Берович Кипнис (1886—1938), начальник продснаба Моснарпита, расстрелян в сталинских застенках.
В 1941 году окончил Московский институт цветных металлов и золота. В 1941—1948 годах работал в Наркомате цветной металлургии СССР, в 1948—1951 годах — инженер в НАМИ.
В 1951—1956 годах Соломон Ефимович работал редактором в издательстве «Знание», затем пришел в журнал «Наука и жизнь». Руководил в журнале отделом технических наук. С 1961 года также вёл раздел «Шахматы». Уйдя на пенсию, Соломон Ефимович оставил за собой ведение в журнале рубрики «Шахматы».
Известен как исследователь некрополя Новодевичьего кладбища в Москве. Составил полное описание всех захоронений, включающее около 26 тысяч могил. Соломон Ефимович собрал и обработал уникальный материал, была выпущена книга-справочник «Новодевичий мемориал. Некрополь Новодевичьего кладбища» (1995).
Умер 7 сентября 2001 года.
Похоронен на Донском кладбище.

## Звания и награды
- Заслуженный работник культуры РСФСР (1981).
- Почётный диплом Московской городской думы  (3 сентября 1997 года) — за создание книги «Новодевичий мемориал. Некрополь Новодевичьего кладбища» и выдающийся вклад в изучение истории Москвы[4].

## Сочинения
- Кипнис С. Е. Новодевичий мемориал: Некрополь Новодевичьего кладбища. — М.: Пропилеи, 1995. — 430 с. — 3000 экз. — ISBN 5-7354-0023-1.
- Кипнис С. Е. Новодевичий мемориал: Некрополь монастыря и кладбища. — 2-е изд., испр. и доп. — М.: Арт-Бизнес-Центр, 1998. — 640 с. — ISBN 5-7287-0159-0.
- Кипнис С. Е. Записки некрополиста: Прогулки по Новодевичьему / Фотографии И. Долгопольского. — М.: Аграф, 2002. — 288 с. — ISBN 5-7784-0207-4.